# Marcel Schrötter
Marcel Schrötter (Pflugdorf, Alemania, 2 de enero de 1993) es un piloto de motociclismo alemán que participa en el Campeonato Mundial de Supersport con el equipo WRP Racing.

## Biografía
Nació en Pflugdorf, Schrötter comenzó en el Campeonato Alemán de 125cc en 2007 y terminó quinto en su temporada de debut, antes de ganar títulos consecutivos en 2008 y 2009.
En la temporada 2008, Schrötter debutó en el Mundial como wildcard en Sachsenring, antes de correr en tres carreras más en 2009 con un impresionante quinto lugar en la carrera final de la temporada en Valencia. Su debut como piloto titular se dio en 2010 con el Interwetten Honda 125 Team que le proporcionó una curva de aprendizaje abrupta y en 2011 Schrötter apuntó a un mayor progreso con el Mahindra Racing. En 2012, Schrötter corrió la mitad de la temporada de Moto3 con el Mahindra Racing antes de decidir ascender a Moto2 con el SAG Team pilotando una Bimota.
En 2013, continuó en el SAG Team pero pilotando una Kalex terminando la temporada en decimosexto lugar con 38 puntos y un undécimo lugar en el Gran Premio de las Américas como mejor resultado en carrera. En 2014 y 2015 corrió para el Tech 3 terminando la temporada 2014 décimo con 80 puntos y vigésimo con 32 puntos en la temporada 2015. En 2016, fichó por el AGR Team donde terminó decimocuarto con 64 puntos y logró su mejor posición final en una carrera de Moto2 al terminar quinto en el Gran Premio de Austria 2016.
El 8 de octubre de 2022, se hizo oficial el fichaje de Schrötter con el MV Agusta Reparto Corse para la 2023 del Campeonato Mundial de Supersport haciendo equipo con el turco Bahattin Sofuoglu. Su debut en el campeonato se adelantó, haciendo su debut en la última carrera de la temporada 2022, en Australia, en su debut en la categoría clasificó en la sexta posición, teniendo una caída en la primera carrera y en la segunda terminando en la séptima posición debido a problemas técnicos que lo retrasaron cuando luchaba en el grupo cabecero.

## Resultados

### Campeonato del Mundo de Motociclismo

#### Por temporada
| Temp. | Cat.  | Moto     | Equipo                 | N.º   | Carreras | Victorias | Podios | Poles | V.Ráp. | Pts.  | Pos. |
| ----- | ----- | -------- | ---------------------- | ----- | -------- | --------- | ------ | ----- | ------ | ----- | ---- |
| 2008  | 125cc | Honda    | Toni Mang Team         | 87    | 1        | 0         | 0      | 0     | 0      | 3     | 30.º |
| 2009  | 125cc | Honda    | Toni - Mang Team       | 78    | 3        | 0         | 0      | 0     | 0      | 18    | 23.º |
| 2010  | 125cc | Honda    | Interwetten Honda 125  | 78    | 17       | 0         | 0      | 0     | 0      | 27    | 18.º |
| 2011  | 125cc | Mahindra | Mahindra Racing        | 77    | 17       | 0         | 0      | 0     | 0      | 36    | 15.º |
| 2012  | Moto3 | Mahindra | Mahindra Racing        | 77    | 8        | 0         | 0      | 0     | 0      | 4     | 33.º |
| 2012  | Moto2 | Bimota   | Desguaces La Torre SAG | 23    | 8        | 0         | 0      | 0     | 0      | 0     | NC   |
| 2013  | Moto2 | Kalex    | Maptaq SAG Team Zelos  | 23    | 17       | 0         | 0      | 0     | 0      | 38    | 16.º |
| 2014  | Moto2 | Tech 3   | Tech 3                 | 23    | 18       | 0         | 0      | 0     | 0      | 80    | 10.º |
| 2015  | Moto2 | Tech 3   | Tech 3                 | 23    | 18       | 0         | 0      | 0     | 0      | 32    | 20.º |
| 2016  | Moto2 | Kalex    | AGR Team               | 23    | 18       | 0         | 0      | 0     | 0      | 64    | 14.º |
| 2017  | Moto2 | Suter    | Dynavolt Intact GP     | 23    | 14       | 0         | 0      | 0     | 0      | 50    | 17.º |
| 2018  | Moto2 | Kalex    | Dynavolt Intact GP     | 23    | 18       | 0         | 1      | 0     | 0      | 147   | 8.º  |
| 2019  | Moto2 | Kalex    | Dynavolt Intact GP     | 23    | 17       | 0         | 3      | 3     | 0      | 137   | 8.º  |
| 2020  | Moto2 | Kalex    | Liqui Moly Intact GP   | 23    | 15       | 0         | 1      | 0     | 0      | 81    | 9.º  |
| 2021  | Moto2 | Kalex    | Liqui Moly Intact GP   | 23    | 18       | 0         | 0      | 0     | 0      | 98    | 10.º |
| 2022  | Moto2 | Kalex    | Liqui Moly Intact GP   | 23    | 20       | 0         | 0      | 0     | 0      | 123.5 | 11.º |
| 2024  | Moto2 | Kalex    | Red Bull KTM Ajo       | 32    | 3        | 0         | 0      | 0     | 0      | 0     | 32.º |
| Total | Total | Total    | Total                  | Total | 230      | 0         | 5      | 3     | 0      | 938.5 |      |

- *Temporada en curso.

#### Por categoría
| Categoría | Temporadas      | 1.er Gran Premio  | 1.er Podio      | 1.ª Victoria    | Carreras | Victorias | Podios | Poles | V.Ráp. | Pts.  | Títulos |
| --------- | --------------- | ----------------- | --------------- | --------------- | -------- | --------- | ------ | ----- | ------ | ----- | ------- |
| 125 cc    | 2008–2011       | Alemania 2008     |                 |                 | 38       | 0         | 0      | 0     | 0      | 84    | 0       |
| Moto3     | 2012            | Catar 2012        |                 |                 | 8        | 0         | 0      | 0     | 0      | 4     | 0       |
| Moto2     | 2012–2022, 2024 | Indianápolis 2012 | San Marino 2018 |                 | 184      | 0         | 5      | 3     | 0      | 850.5 | 0       |
| Total     | 2008–2022, 2024 | 2008–2022, 2024   | 2008–2022, 2024 | 2008–2022, 2024 | 230      | 0         | 5      | 3     | 0      | 938.5 |         |

#### Carreras por año
(Carreras en negrita indica pole position, carreras en cursiva indica vuelta rápida)
| Año  | Clase | Moto     | 1       | 2       | 3       | 4       | 5       | 6       | 7       | 8       | 9       | 10      | 11      | 12      | 13      | 14      | 15      | 16      | 17      | 18     | 19     | 20     | Pos. | Pts.  |
| ---- | ----- | -------- | ------- | ------- | ------- | ------- | ------- | ------- | ------- | ------- | ------- | ------- | ------- | ------- | ------- | ------- | ------- | ------- | ------- | ------ | ------ | ------ | ---- | ----- |
| 2008 | 125cc | Honda    | QAT     | SPA     | POR     | CHN     | FRA     | ITA     | CAT     | GBR     | NED     | GER 13  | CZE     | RSM     | IND     | JPN     | AUS     | MAL     | VAL     |        |        |        | 30.º | 3     |
| 2009 | 125cc | Honda    | QAT     | JPN     | SPA     | FRA     | ITA     | CAT     | NED     | GER 12  | GBR     | CZE 13  | IND     | RSM     | POR     | AUS     | MAL     | VAL 5   |         |        |        |        | 23.º | 18    |
| 2010 | 125cc | Honda    | QAT 16  | SPA 12  | FRA 18  | ITA 13  | GBR 17  | NED 18  | CAT 14  | GER 14  | CZE 13  | IND Ret | RSM 17  | ARA 13  | JPN 14  | MAL 15  | AUS 13  | POR Ret | VAL 12  |        |        |        | 18.º | 27    |
| 2011 | 125cc | Mahindra | QAT 21  | SPA 13  | POR 18  | FRA Ret | CAT 16  | GBR Ret | NED 9   | ITA 11  | GER 16  | CZE 14  | IND Ret | RSM 15  | ARA 11  | JPN 12  | AUS 11  | MAL Ret | VAL 12  |        |        |        | 15.º | 36    |
| 2012 | Moto3 | Mahindra | QAT Ret | SPA 16  | POR 19  | FRA 12  | CAT Ret | GBR 26  | NED Ret | GER Ret | ITA     |         |         |         |         |         |         |         |         |        |        |        | 33.º | 4     |
| 2012 | Moto2 | Bimota   |         |         |         |         |         |         |         |         |         | IND 22  | CZE 22  | RSM 21  | ARA 19  | JPN 23  | MAL 17  | AUS 19  | VAL 21  |        |        |        | NC   | 0     |
| 2013 | Moto2 | Kalex    | QAT 13  | AME 11  | SPA 10  | FRA 13  | ITA 12  | CAT Ret | NED 13  | GER Ret | IND 15  | CZE Ret | GBR 16  | RSM 13  | ARA 12  | MAL 14  | AUS 21  | JPN 12  | VAL 18  |        |        |        | 16.º | 38    |
| 2014 | Moto2 | Tech 3   | QAT Ret | AME 9   | ARG 11  | SPA Ret | FRA 11  | ITA 12  | CAT 9   | NED 12  | GER 12  | IND 14  | CZE 10  | GBR 14  | RSM 11  | ARA 10  | JPN 29  | AUS 7   | MAL 10  | VAL 8  |        |        | 10.º | 80    |
| 2015 | Moto2 | Tech 3   | QAT 16  | AME 13  | ARG 16  | SPA 10  | FRA 13  | ITA 16  | CAT 16  | NED 18  | GER Ret | IND 14  | CZE 19  | GBR 11  | RSM 17  | ARA 15  | JPN 9   | AUS 12  | MAL Ret | VAL 15 |        |        | 20.º | 32    |
| 2016 | Moto2 | Kalex    | QAT 17  | ARG 11  | AME 10  | ESP Ret | FRA 14  | ITA 18  | CAT 10  | NED 13  | GER Ret | AUT 5   | CZE 18  | GBR 11  | RSM 11  | ARA 15  | JPN 9   | AUS 9   | MAL 20  | VAL 10 |        |        | 14.º | 64    |
| 2017 | Moto2 | Suter    | QAT 16  | ARG 11  | AME 8   | SPA 6   | FRA 12  | ITA 11  | CAT Ret | NED 11  | GER 9   | CZE DNS | AUT     | GBR     | RSM     | ARA Ret | JPN 13  | AUS Ret | MAL 17  | VAL 13 |        |        | 17.º | 50    |
| 2018 | Moto2 | Kalex    | QAT 7   | ARG 10  | AME Ret | SPA 7   | FRA 4   | ITA Ret | CAT 4   | NED 4   | GER 6   | CZE 7   | AUT 7   | GBR C   | RSM 3   | ARA 5   | THA Ret | JPN 10  | AUS 9   | MAL 9  | VAL 7  |        | 8.º  | 147   |
| 2019 | Moto2 | Kalex    | QAT 3   | ARG 5   | AME 2   | SPA 15  | FRA 8   | ITA 8   | CAT 7   | NED 8   | GER 3   | CZE 6   | AUT 9   | GBR 14  | RSM DNS | ARA     | THA 14  | JPN 9   | AUS 11  | MAL 9  | VAL 16 |        | 8.º  | 137   |
| 2020 | Moto2 | Kalex    | QAT 7   | SPA Ret | AND 10  | CZE 15  | AUT 3   | EST 11  | RSM Ret | ERM 5   | CAT 10  | FRA 10  | ARA 15  | TER 20  | EUR 13  | VAL 4   | POR 12  |         |         |        |        |        | 9.º  | 81    |
| 2021 | Moto2 | Kalex    | QAT 8   | DOH Ret | POR 10  | SPA 10  | FRA 6   | ITA 5   | CAT 8   | GER 6   | NED 9   | EST 10  | AUT 23  | GBR 13  | ARA 11  | RSM 12  | AME Ret | ERM 15  | ALG 10  | VAL 9  |        |        | 10.º | 98    |
| 2022 | Moto2 | Kalex    | QAT 10  | INA 16  | ARG 12  | AME 4   | POR 4   | SPA 5   | FRA 6   | ITA 9   | CAT 5   | GER 4   | NED Ret | GBR Ret | AUT 8   | RSM 11  | ARA Ret | JPN 13  | THA 15  | AUS 13 | MAL 6  | VAL 10 | 11.º | 123.5 |
| 2024 | Moto2 | Kalex    | QAT     | POR     | AME     | SPA     | FRA     | CAT     | ITA     | NED 18  | GER 17  | GBR 17  | AUT     | ARA     | RSM     | ERM     | INA     | JPN     | AUS     | THA    | MAL    | SLD    | 32.º | 0     |

- *Temporada en curso.

|}

### Campeonato Mundial de Supersport

#### Por temporada
| Temp. | Moto                | Equipo                  | N.º   | Carreras | Victorias | Podios | Poles | V.Rap. | Pts. | Pos. |
| ----- | ------------------- | ----------------------- | ----- | -------- | --------- | ------ | ----- | ------ | ---- | ---- |
| 2022  | MV Agusta F3 800 RR | MV Agusta Reparto Corse | 92    | 2        | 0         | 0      | 0     | 0      | 9    | 29.º |
| 2023  | MV Agusta F3 800 RR | MV Agusta Reparto Corse | 23    | 24       | 0         | 7      | 0     | 0      | 294  | 3.º  |
| 2024  | MV Agusta F3 800 RR | MV Agusta Reparto Corse | 23    | 24       | 0         | 4      | 0     | 1      | 228  | 5.º  |
| 2025  | Ducati Panigale V2  | WRP Racing              | 23    | 6        | 0         | 1      | 0     | 1      | 44*  | 8.º* |
| Total | Total               | Total                   | Total | 56       | 0         | 12     | 0     | 2      | 575  |      |

- * Temporada en curso.

#### Carreras por año
(Carreras en negrita indica pole position, carreras en cursiva indica vuelta rápida)
| Año  | Moto      | 1     | 1       | 2     | 2     | 3      | 3     | 4     | 4     | 5       | 5      | 6     | 6       | 7     | 7     | 8      | 8      | 9     | 9     | 10     | 10    | 11    | 11     | 12      | 12      | Pos. | Pts. |
| Año  | Moto      | R1    | R2      | R1    | R2    | R1     | R2    | R1    | R2    | R1      | R2     | R1    | R2      | R1    | R2    | R1     | R2     | R1    | R2    | R1     | R2    | R1    | R2     | R1      | R2      | Pos. | Pts. |
| ---- | --------- | ----- | ------- | ----- | ----- | ------ | ----- | ----- | ----- | ------- | ------ | ----- | ------- | ----- | ----- | ------ | ------ | ----- | ----- | ------ | ----- | ----- | ------ | ------- | ------- | ---- | ---- |
| 2022 | MV Agusta | SPA   | SPA     | NED   | NED   | POR    | POR   | ITA   | ITA   | GBR     | GBR    | CZE   | CZE     | FRA   | FRA   | SPA    | SPA    | POR   | POR   | ARG    | ARG   | INA   | INA    | AUS Ret | AUS 7   | 29.º | 9    |
| 2023 | MV Agusta | AUS 7 | AUS 4   | INA 4 | INA 5 | NED 2  | NED 4 | BAR 2 | BAR 2 | MIS 4   | MIS 3  | GBR 8 | GBR Ret | ITA 2 | ITA 8 | CZE 6  | CZE 2  | FRA 7 | FRA 4 | ARA 2  | ARA 5 | POR 4 | POR 4  | SPA 15  | SPA Ret | 3.º  | 294  |
| 2024 | MV Agusta | AUS 3 | AUS 2   | BAR 3 | BAR 2 | NED 12 | NED 8 | MIS 6 | MIS 6 | GBR Ret | GBR 11 | CZE 7 | CZE 9   | POR 7 | POR 8 | FRA 17 | FRA 10 | ITA 4 | ITA 4 | ARA 11 | ARA 7 | EST 6 | EST 10 | SPA 4   | SPA 5   | 5.º  | 228  |
| 2025 | Ducati    | AUS 3 | AUS Ret | POR 6 | POR 8 | NED 25 | NED 6 | ITA   | ITA   | CZE     | CZE    | MIS   | MIS     | GBR   | GBR   | HUN    | HUN    | FRA   | FRA   | ARA    | ARA   | EST   | EST    | SPA     | SPA     | 8.º* | 44*  |

- * Temporada en curso.